# Euxoa comosa
Euxoa comosa là một loài bướm đêm thuộc họ Noctuidae. Nó được tìm thấy ở miền tây Bắc Mỹ, ngoại trừ bờ biển Thái Bình Dương, ranging phía đông qua miền bắc Great Plains, và in the Hudsonian zone tới Đại Tây Dương. Nó được tìm thấy ở tất cả các tỉnh và lãnh thổ của Canada, ngoại trừ Nunavut.
Sải cánh dài khoảng 32 mm.
Ấu trùng ăn Secale cereale.

## Phụ loài
- Euxoa comosa altera (Manitoba, North Dakota,…)
- Euxoa comosa annir (Colorado, North Dakota, Alberta,…)
- Euxoa comosa lutulenta (California,..., Alberta, British Columbia, Oregon,...)
- Euxoa comosa ontario (Ontario, New Brunswick,…)